# Lorena (voleibolista)
 Fabrício Stevens Finotti Dias (Lorena, 12 de janeiro de 1979) é um voleibolista indoor brasileiro, atuante na posição de Oposto,canhoto  e que possui a marca de alcance de 345 cm no ataque e 325 no bloqueio,  com vasta experiência em clubes de voleibol nacional e internacional, sendo semifinalista no Campeonato Sul-Americano de Clubes de 2015 na Argentina e medalhista de bronze na edição realizada em 2018 no Brasil. Atualmente joga no Botafogo, Atuou 9 anos pela seleção brasileira de voleibol, se destacou em 2010 no título mundial do Brasil na Itália, também é o maior pontuador da história da Superliga A de vôlei.

## Carreira
Torcedor do Sport Club Corinthians tentou trilhar uma carreira no futebol, passou pelas posições de centroavante, meio-campo e por último lateral esquerdo e percebeu que não teria muito sucesso como futebolista.Seus primeiros passos no voleibol na Escola Municipal Conde Moreira Lima em sua cidade natal e mudou-se para capital e  aos 15 anos de idade e medindo 1,88m de altura já participava de peneiras visando uma trajetória no voleibol e fato de ser canhoto já o destacava entre os demais, sendo aprovado em 1994 na tradicional “peneira” do Banespa.
Na temporada 2000-01 inicia sua trajetória como profissional  quando atuou pelo Shopping ABC/Santo André, quando alcançou por este o bronze na Copa Sudeste  e também  nos  Jogos Abertos do Interior , ambas em 2000 e foi vice-campeão dos Jogos Regionais neste mesmo ano e a sétima posição na correspondente Superliga Brasileira A.
Transferiu-se na jornada posterior para a  Ulbra/RS,pelo qual obteve em 2001  o vice-campeonato do Grand Prix Brasil,  e os títulos: da Taça Premiu TV Tarobá,  do Campeonato Gaúcho, conquista que representou hexacampeonato do clube, da Copa Brasil e também da Copa Sul no mesmo ano clube e o quarto lugar na referente Superliga Brasileira A 2001-02.
Despertou o interesse do Palmeiras/Guarulhos no sucessivo período esportivo e o representando foi vice-campeão do Campeonato Paulista em 2002  e encerrou na sétima colocação na Superliga Brasileira A 2002-03.Voltou atuar pelo Banespa/Mastercard/São Bernardo  nas competições de 2003-04,sendo  semifinalista do Campeonato Paulista de 2003, época que sofreu uma lesão na virilha e no mesmo ano foi bronze nos Jogos Abertos do Interior , estes realizados em Santos, e por este clube competiu na Superliga Brasileira A correspondente , alcançando o quinto lugar nesta edição.
Pela primeira vez trilhou sua carreira fora do Brasil e atuou primeiramente no voleibol frances, quando contratado pelo Dunkerque DDF e por esta equipe encerrou na décima terceira posição na Liga A Francesa  e avançou até as oitavas de final da Copa da França 2004/2005  e permanecendo neste país acertou para temporada seguinte com o Arago de Sète  encerrando no quinto lugar na Liga A Francesa e foi o Maior Pontuador desta edição com 445 pontos e foi semifinalista na Copa da França 2005-06 .
No final da temporada mencionada anteriormente, Lorena migra para o voleibol porto-riquenho e defendeu o Indios de Mayagüez na Liga A Portorriquenha (LVSM- Liga de Voleibol Superior Masculina) de 2006 e classificou a equipe as quartas d final, sofreu uma lesão no ombro e mesmo assim quis ajudar o time e por pouco não chegou a semifinal , na fase de classificação fez 348 pontos em 53 sets disputados, além de ser eleito o Melhor Jogador da competição.
Atuou também pelo Montpellier Volley  na jornada 2006-07 e encerrou na sexta  posição na Liga A Francesa correspondente e foi o Maior Pontuador da edição.Em mais uma jornada pelo voleibol frances, ele reforçou o Tourcoing LM nas competições de 2007-08 e alcançou nesta edição o quarto lugar e avançou até as quartas de final da correspondente Copa da França .
E nas competições do período seguinte migrou para Itália e atuou pela Nava Gioia Del Colle disputando a Liga A2 Italiana 2008-09 e a correspondente a Copa  A2 Itália, nesta pultima foi vice-campeão, na Liga A2 encerrou na quinta posição e chegou a final do torneio de promoção a série A1, mas não se qualificou, registrando 478 pontos em vinte e quatro jogos, sendo o nono maior pontuador da fase regular.
Foi repatriado pela Bonsucesso/Montes Claros na jornada 2009-10, por esta equipe conquistou o vice-campeonato da Copa Internacional Banco Província  de Vóley no mesmo ano, realizada em Tortuguitas-Argentina;foi campeão do Desafio Globo Minas de 2009 e obteve o Campeonato Mineiro de 2009, chegou a grande final da edição da Superliga Brasileira A encerrando com o vice-campeonato, além de ser eleito o Maior Pontuador  da competição ao registrar 699 pontos em uma única edição, estabelecendo um recorde ao superar a marca 678 pontos de Anderson Rodrigues na temporada 2000-01; e ainda foi o Melhor Sacador .
Novamente atuou no exterior, quando foi atleta do Rpa-Luigibacchi.It Perugia, alcançando a oitava posição da Liga A1 Italiana 2010-11 na fase de classificação e sofreu eliminação nas quartas de final, mesma fase que avançou na Copa A1 Itália .Em 2011 foi pré-convocado pelo técnico Bernardo Rezende para Seleção Brasileira para disputar a Liga Mundial.
De volta ao Brasil foi contratado pelo Vôlei Futuro para atuar  na temporada 2011-12 e foi bronze no Campeonato Paulista de 2011, foi ouro nos Jogos Abertos do Interior em Mogi das Cruzes em 2011 e foi vice-campeão da edição 2011-12 da Superliga Brasileira A e ele  marcou 443 pontos (384 de ataques, 33 de bloqueios e 26 de saques) até o segundo turno e atingiu nos Playoffs  a marca de 528pontos  sendo o Maior Pontuador de toda competição.Em 2012 novamente foi pré-convocado para Seleção Brasileira para os treinamentos visando a Liga Mundial , quando estava inscrito com a camisa#21.
Conhecido como um jogador polêmico,  Lorena  declarou que é seu estilo de jogar,  ao passo que também  foi um dos grandes responsáveis em  reações históricas de clubes por onde passou. Envolveu-se em algumas confusões, como por exemplo, na final da Superliga Brasileira A 2011-12, quando usando de estratégia tentou desestabilizar o adversário  atravessando a quadra para começar uma discussão e foi advertido com cartão amarelo; outro momento negativo ocorreu  ao envolver-se numa confusão com membros da Comissão Técnica do Vôlei Brasil Kirin/Campinas na final do Campeonato Paulista de 2013, rendendo uma multa elevada para o Sesi-SP e ainda neste clube protagonizou um episódio na abertura do Returno da Superliga Brasileira A 2013-14 ao dar as costas para as orientações dadas pelo então técnico Giovane Gávio que não ficou satisfeito e iniciou uma séria discussão, e  não foi prolongada devido a intervenção do líbero Serginho.Declarou também sua mágoa com técnico Bernardinho que não lhe deu oportunidade no grupo que disputou as competições quando foi apenas pré-convocado.
A partir de 2012 passou a jogar pelo Sesi-SP e alcançou o título da Copa São Paulo em 2012 e o ouro  também no Campeonato Paulista deste mesmo ano e foi bronze na Superliga Brasileira A 2012-13.
Foi também atleta do Moda Maringá na temporada 2013-14, época que pensava em atuar novamente na Europa, mas a convite do levantador  Ricardinho e após uma briga séria na temporada 2011-12 viraram grandes amigos;  por este time avançou as quartas de final da correspondente Superliga Brasileira A e encerrou na oitava posição , sendo sexto entre ops maiores pontuadores com 304 pontos.Ainda em 2014 representou o Moda Maringá na Copa Brasil  cuja fase final foi em Maringá e encerrou nesta na quinta colocação.
Na temporada 2014-15 assinou contrato com a Funvic/Taubaté conquistando o título inédito para o clube e seu bicampeonato a do Campeonato Paulista em 2014 e nesta temporada foi também vice-campeão dos Jogos Regionais de Caraguatatuba e foi inscrito na Superliga Brasileira A 2014-15.Em 2014 lançou um projeto social chamado Ataca Lorena, difundido nas escolas para proporcionar as crianças as mesmas experiências vividas por ele dentro e fora das quadras, para perceberem que é possível realizar sonhos.
Lorena  é pai do Vittorio, fruto do casamento com a francesa Aurelie.Em 2015 conquistou a qualificação para Campeonato Sul-Americano de Clubes, cuja sede foi em San Juan-Argentina, ao vencer a edição da Copa do Brasil de 2015 cuja fase final deu-se em Campinas, e ao disputar o referido Campeonato Sul-Americano de Clubes foi semifinalista e encerrou na quarta colocação.
Foi contratado pelo São José dos Campos para temporada 2015-16, exercendo um papel de dirigente na contratação de atletas de alto nível, sendo semifinalista no Campeonato Paulista de 2015.Disputou por este clube a Copa Brasil de 2016 e encerrou na quinta posição e conquistou a última vaga para as quartas de final da Superliga Brasileira A 2015-16.
Retornou ao Montes Claros Vôlei na temporada 2017-18  e disputou a edição do Campeonato Sul-Americano de Clubes novamente sediada em Montes Claros, alcançando a medalha de bronze e integrou a seleção do campeonato como melhor oposto,foi premiado como Jogador Mais Valioso (MVP) do campeonato.
Em 2019  acertou com o Botafogo para Super Liga B onde foi o líder e destaque da equipe.
Em 2020, após atrasos de salário no Denk Maringá, acertou com o Lavras Vôlei, para a disputa da Super Liga B. 

## Títulos e resultados
- Campeonato Sul-Americano de Clubes:2015[67]
- Campeonato Brasileiro:2009-10[10] 2011-12[43]
- Campeonato Brasileiro:2012-13[50]
- Campeonato Brasileiro:2001-02[7]
- Liga A Francesa:2007-08[24]
- Copa Brasil:2001[10] e2015[66]
- Copa A2 Italiana:2008-09[27][28]
- Copa Internacional Banco Provincia Vóley:2009[32]
- Desafio Globo Minas:2009[33]
- Copa Sudeste:2000
- Copa Sul:2001[6]
- Grand Prix Brasil de Clubes:2001[8]
- Taça Premium  TV Tarobá:2001[6]
- Jogos Regionais de São Paulo:2000 [6] e 2014[61]
- Jogos Abertos do Interior de São Paulo:2011[42]
- Jogos Abertos do Interior de São Paulo:2000 [6] e 2003[14]
- Campeonato Mineiro:2009[36]
- Campeonato Gaúcho:2001[6]
- Campeonato Paulista:2012[48] e 2014[60][60]
- Campeonato Paulista:2002[11]
- Campeonato Paulista:2011[41]
- Copa São Paulo:2012[47]

## Premiações individuais
- Melhor Oposto do Campeonato Sul-Americano de Clubes de 2018[74]
- Maior Pontuador da Superliga Brasileira A 2011-12'[41]
- Maior Sacador da Superliga Brasileira A 2009-10[39]
- Maior Pontuador da Superliga Brasileira A 2009-10[1]
- Maior Pontuador da Liga A Francesa 2006-07[15]
- MVP da Liga A Portorriquenha de 2006[22]
- Maior Pontuador da Liga A Francesa de 2005-06[18]